# Rob Pike

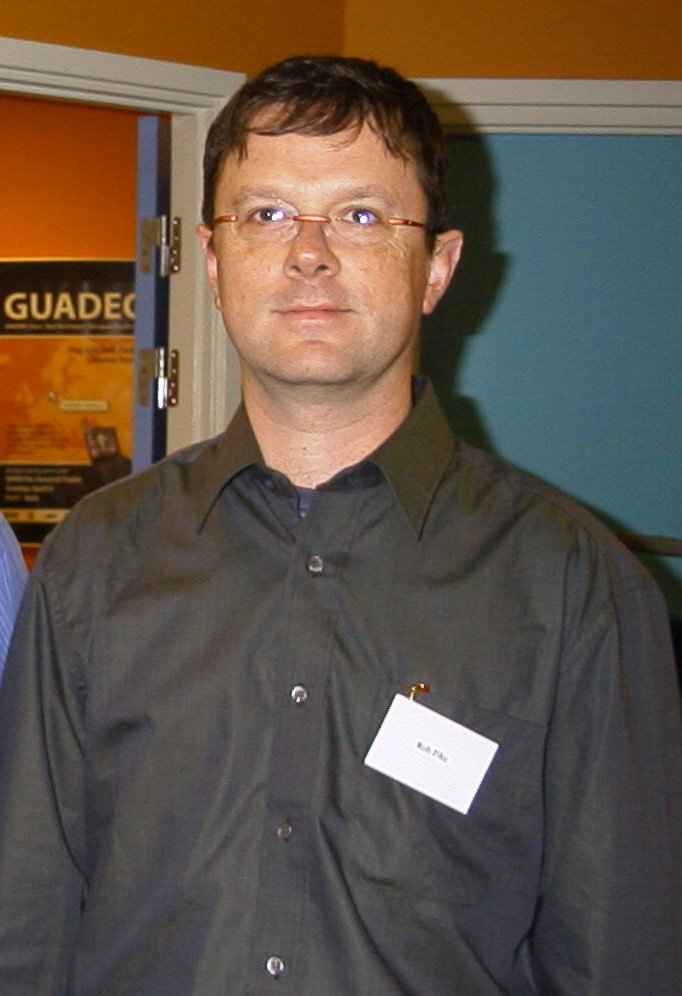
Rob Pike im Jahr 2001

Robert C. Pike (* 1956) ist ein kanadischer Softwareentwickler und Buchautor. Er ist bekannt für seine Tätigkeit bei Bell Labs. Dort war er Mitglied des Unix-Teams und war maßgeblich an der Entwicklung der Betriebssysteme Plan 9 from Bell Labs und Inferno sowie an der Programmiersprache Limbo beteiligt.
Darüber hinaus war er Co-Entwickler von Blit, einem grafischen Terminal für Unix; davor schrieb er 1981 das erste Fenstersystem für Unix.
Über die Jahre hat er viele Texteditoren geschrieben; sam und acme sind die bekanntesten und werden immer noch aktiv genutzt und weiterentwickelt.
Pike ist zusammen mit Brian Kernighan Autor von The Practice of Programming und The Unix Programming Environment (deutscher Titel: Der Unix Werkzeugkasten. Programmieren mit Unix). Zusammen mit Ken Thompson ist er auch noch Mitentwickler von UTF-8. Pike entwickelte auch weniger bedeutende Systeme, darunter das Programm vismon, mit dem man die Gesichter von E-Mail-Absendern anzeigen konnte.
Pike erschien auch einmal bei The Late Show with David Letterman als technischer Assistent des Comedy-Duos Penn & Teller.
Zum Spaß behauptete Pike, dass er 1980 eine Silbermedaille im Bogenschießen bei den Olympischen Sommerspielen gewann; jedoch boykottierte Kanada 1980 die Olympischen Sommerspiele.
Pike ist verheiratet und arbeitete von 2002 bis 2021 für Google Inc., wo er sich der Entwicklung der Programmiersprache Go widmete.